# Mónica Willengton
Mónica Willengton (Montevideo, 8 de enero) es una periodista, locutora, docente y presentadora uruguaya.

## Trayectoria
Cofundadora de ALPU (Asociación de Locutores Profesionales del Uruguay), 10 de octubre de 1994, e integrante de la primera comisión directiva. Presidenta desde 2002 al 2004. Presidenta hasta enero de 2023. Renuncia a ALPU en diciembre de 2023 por desavenencias con el manejo de las finanzas de la Asociación. Afiliada a la Sociedad Uruguaya de Actores (SUA) y a la cooperativa de trabajadores del arte "Valorarte". 
Trabaja en radio desde el año 1986 (CX8 Radio Sarandí). Su programa en ALFA FM (participando de la coordinación de programación), fue un bastión para la música nacional en la apertura democrática. 
En Metrópolis FM condujo "Nadie es Perfecto" hasta 2001. Condujo programas en Radiocero FM 104.3 y en 930 AM Radio Monte Carlo. En esta última programó la música que compartiría durante 10 años a través del programa "Cosas en Común".
Fue la primera locutora comercial en las trasmisiones de fútbol en CX 30 "La Radio", integrando el equipo de Néstor Moreno Mederos y Raúl "Cacho" Barizzoni.
En TV fue conductora de las ediciones de "Reporte SNS" en canal 5 desde 1991 a 1993, encargada de la sección espectáculos para todas las ediciones y conductora de la primera revista periodística matinal en el mismo canal, lunes a viernes de 7 a 8.30 hs.
Condujo "Hola Gente", revista periodística matutina, en Canal 12 desde 2001 a 2003.
Condujo y produjo el programa "De Fiesta" en Canal 12 de 2002 a 2004 y de 2004 a 2011 en Canal 10.
Trabajó en Canal 7 de Punta del Este, como conductora, durante 10 temporadas alternando con corresponsalía para ARTEAR (Telenoche BsAs., Canal Magazine, Radio con Ari Paluch, entre otros).
Hasta 2016 condujo el sorteo del 5 de Oro por televisión.
Es docente de comunicación oral desde 2003 (Universidad ORT) y desde 2006, de forma particular, hace coaching en lenguaje no verbal, educación de la voz, conducción de radio y TV, entre otros tópicos necesarios para la comunicación.  
Participó del programa MasterChef Uruguay de Canal 10.
Actualmente cursa la Lic. en lingüística en la Facultad de Humanidades.
En 2022 cursó la diplomatura en Comunicación política en la Universidad CLAEH, obteniendo el diploma en 2023.
Desde 2022 trabaja en el equipo de Comunicación y Relaciones Institucionales del Gobierno de Canelones como responsable de área, maestra de ceremonias y locutora.

## Premios
Willengton fue galardonada con el Premio Legión del Libro otorgado por la Cámara Uruguaya del Libro por la difusión de la literatura nacional en sus programas de radio.
Obtuvo un Premio Iris, un Premio Morosoli y un Premio Tabaré.